# Scotney Castle

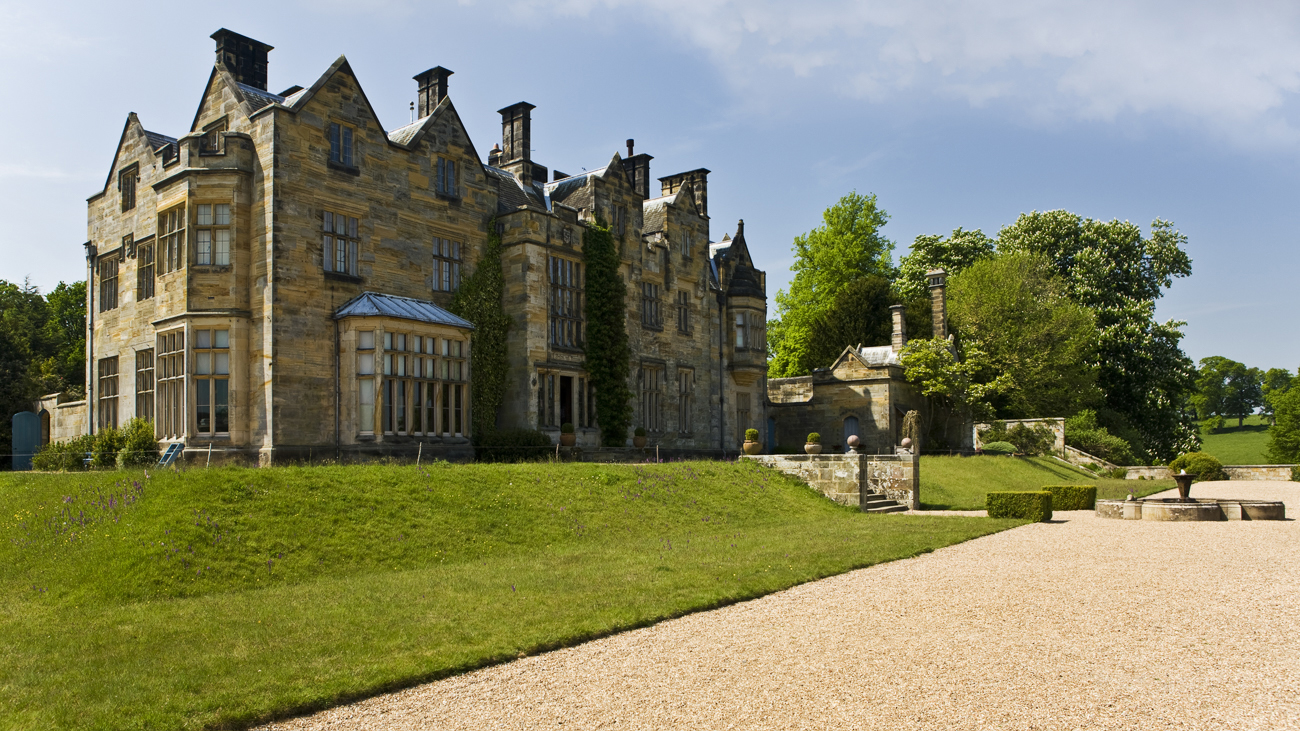
Scotney ‚New‘ Castle (Herrenhaus)

Scotney Castle ist eine Burg mit einem „neueren“ Herrenhaus mit Renaissancegarten und über 700 ha großem Landschaftspark südwestlich von Lamberhurst im Tal des Bewl in der englischen Grafschaft Kent. Es gehört dem National Trust.

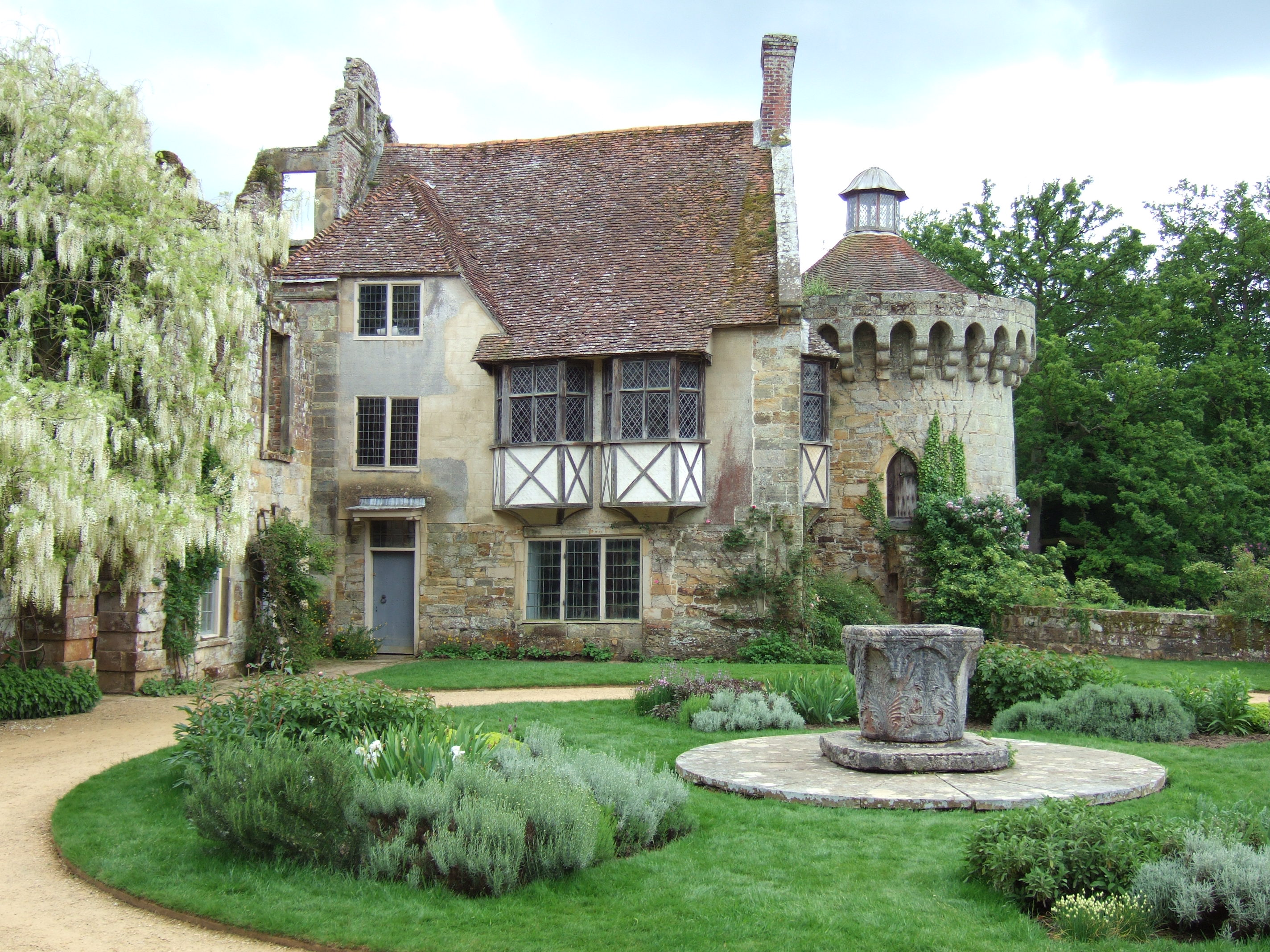
Vorderansicht von Scotney ‚Old‘ Castle (Burg)

Am höchsten Punkt der Gärten steht ein Haus, das zwischen 1835 und 1843 errichtet wurde, um Scotney Old Castle zu ersetzen. Es heißt Scotney New Castle oder einfach Scotney Castle und wurde von Anthony Salvin entworfen. Es ist ein frühes und ungewöhnlich zurückhaltendes Beispiel von Tudor-Revival-Stil im Großbritannien des 19. Jahrhunderts. Nach dem Tod der letzten Bewohnerin, Elizabeth Hussey, 2006 wurde dieses Haus am 6. Juni 2007 erstmals für die Öffentlichkeit geöffnet.

## Lage
Scotney Castle liegt in Südostengland, in der Grafschaft Kent. Nahegelegene Dörfer sind Lamberhurst und Kilndown; die nächstgelegene Stadt ist Royal Tunbridge Wells. Die Hauptverkehrsstraße A21 (Zubringerstraße zur Londoner Ringautobahn M25 von Hastings am Meer) führt am Anwesen vorbei; das Haus selbst kann man aber nicht von der Straße aus sehen.

## Geschichte

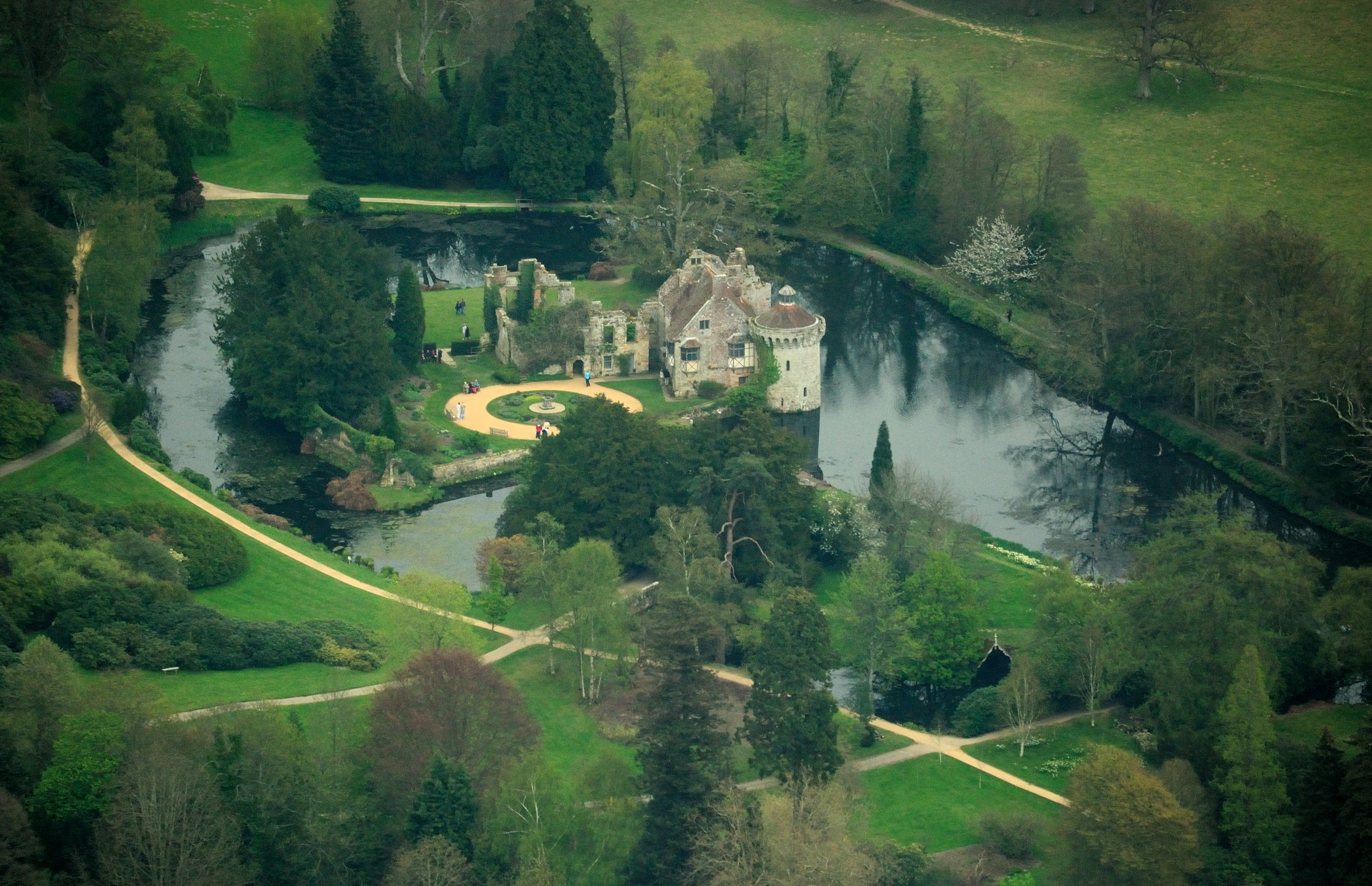
Luftbild von Scotney ‚Old‘ Castle (Burg)

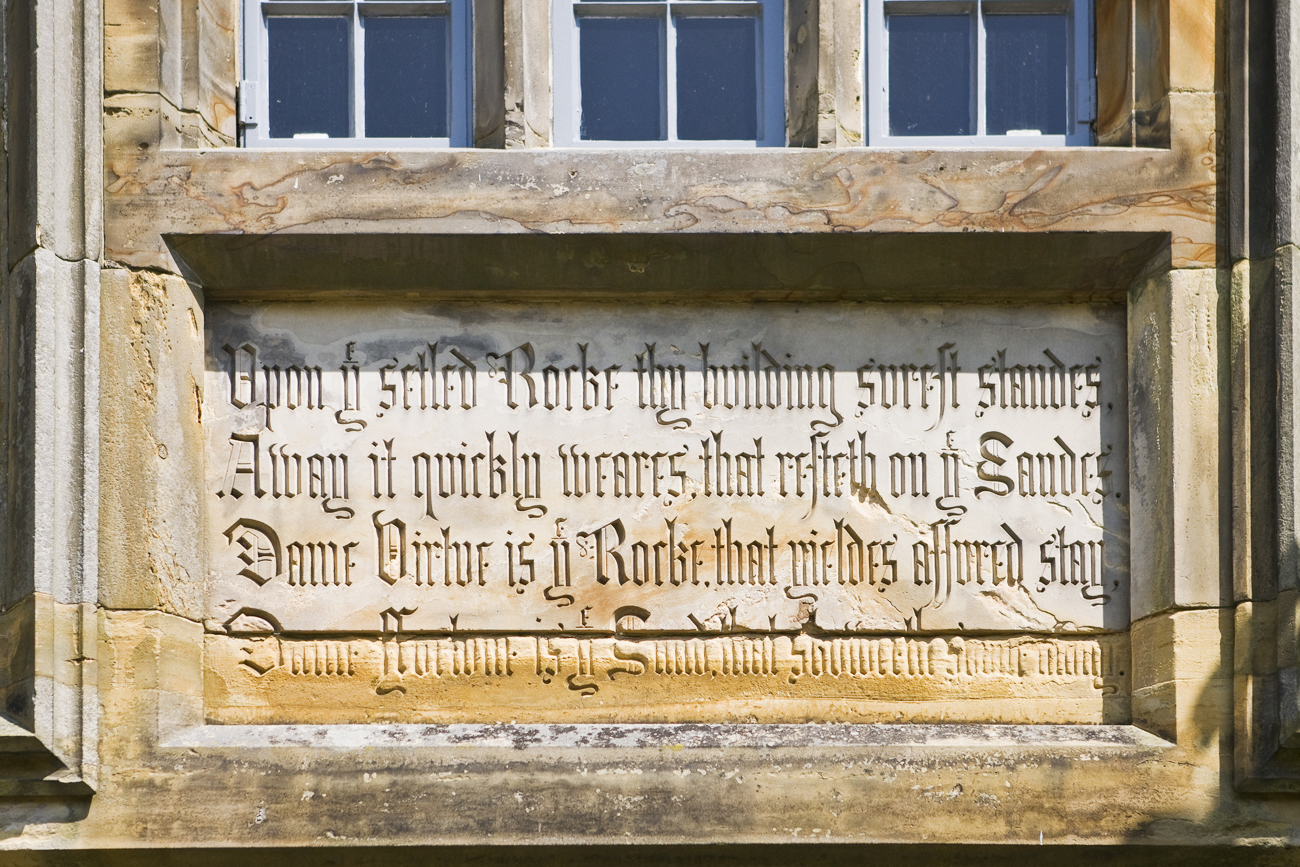
Scotney ‚New‘ Castle (Herrenhaus)

Die erste urkundliche Erwähnung des Anwesens 1137 benennt als Besitzer einen Lambert de Scoteni. Roger Ashburnham soll die alte Burg haben bauen lassen (etwa 1378–1380).
Der Bau der Burg begann mit einem ungefähr rechteckigen, befestigten Haus mit Türmen an allen vier Ecken. Die ursprünglichen Pläne wurden vermutlich nie realisiert und 1558 war nur noch der südliche Turm übriggeblieben. 1580 wurde der Südflügel in elisabethanischem Stil neu errichtet und um 1630 wurde der Ostteil des Gebäudes dreistöckig und im Stil von Inigo Jones erneuert. Der elisabethanische Flügel blieb bis 1905 die Wohnung des Gutsverwalters, aber der Ostteil des Gebäudes wurde 1843, nach Fertigstellung des neuen Hauses, teilweise abgerissen, sodass eine Ruine als Folly übrigblieb.
Der katholische Rekusant Thomas Darell, dem die Burg im 16. Jahrhundert gehörte, versteckte von 1591 bis 1598 den Jesuitenpater Richard Blount, S.J., in seiner Burg, während er Katholiken die Sakramente spendete. Katholizismus war damals illegal in England und beim zweiten Versuch der Behörden, den Pater gefangen zu nehmen, floh dieser über eine Mauer in den Burggraben und entkam.
Der Familie Darrell gehörte das Anwesen ungefähr 350 Jahre lang. 1778 kaufte es Edward Hussey und sein Enkel, ebenfalls Edward, ließ die „Neue Burg“ nach Plänen von Anthony Salvin aus Sandstein von den Hängen unterhalb bauen. Der Steinbruch wurde zu einem Steinbruchgarten umgestaltet, in dem man heute einen 100 Millionen Jahre alten Fußabdruck eines Dinosauriers sehen kann.
Nach Christopher Husseys Tod 1970 ging das Anwesen an den National Trust über. Verschiedene Wohnungen in dem Haus und auf dem Anwesen wurden vom National Trust vermietet. Zu den Mietern gehörte u. a. die Premierministerin Margaret Thatcher, die die Belfry Flat in den 1970er- und 1980er-Jahren eine Zeit lang als Wochenenddomizil und Zufluchtsort vor ihrem Leben in Westminster angemietet hatte.

## Die Gärten

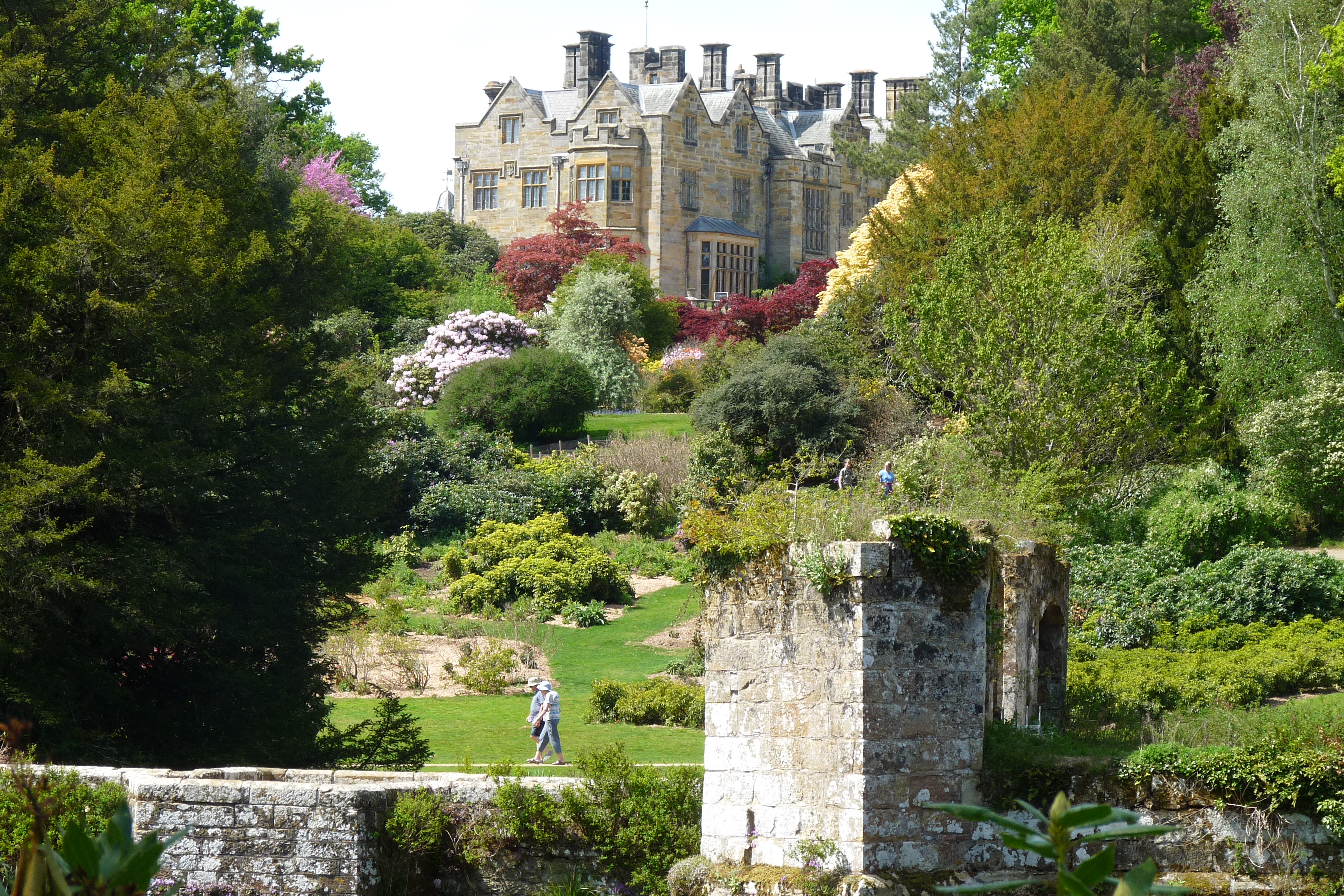
Teile des alten und das neue Scotney Castle mit den historischen Gärten dazwischen.

Die öffentlich zugänglichen Gärten sind ein vielgelobtes Beispiel des Picturesque-Stils. Der Garten wurde Ende der 1830er-Jahre gleichzeitig mit dem Haus angelegt, sodass beides gemeinsam das perfekte Landhaus bilden konnten. Der damalige Besitzer, Edward Hussey III., hatte die Vision, das mittelalterliche Scotney Castle von einem feuchten und verlassenen Wohnhaus in eine bezaubernde Ruine zu verwandeln, die zum Mittelpunkt seiner romantischen und naturalistischen Landschaft werden sollte. In Zusammenarbeit mit dem Architekten Anthony Salvin und dem Landschaftsarchitekten William Sawrey Gilpin stellt Scotney Castle einen der letzten und erfolgreichsten Ausdrucksformen der Picturesque-Bewegung dar.
Unterhalb der abfallenden, bewaldeten Gärten liegen die die Ruinen des mittelalterlichen Herrenhauses mit Burggraben, Scotney Old Castle, das sich auf einer Insel in einem kleinen See befindet. Der Blick von der halbrunden Bastion oberhalb des Steinbruchgartens auf die Wasserburgruine ist zu jeder Jahreszeit atemberaubend, ob mit kahlen, reifbedeckten Ästen im Winter, mit den bunten Azaleen, Rhododendren, Kalmien im Frühling bis zu den flammenden Rot- und Orangetöne der Ahornbäume im Herbst

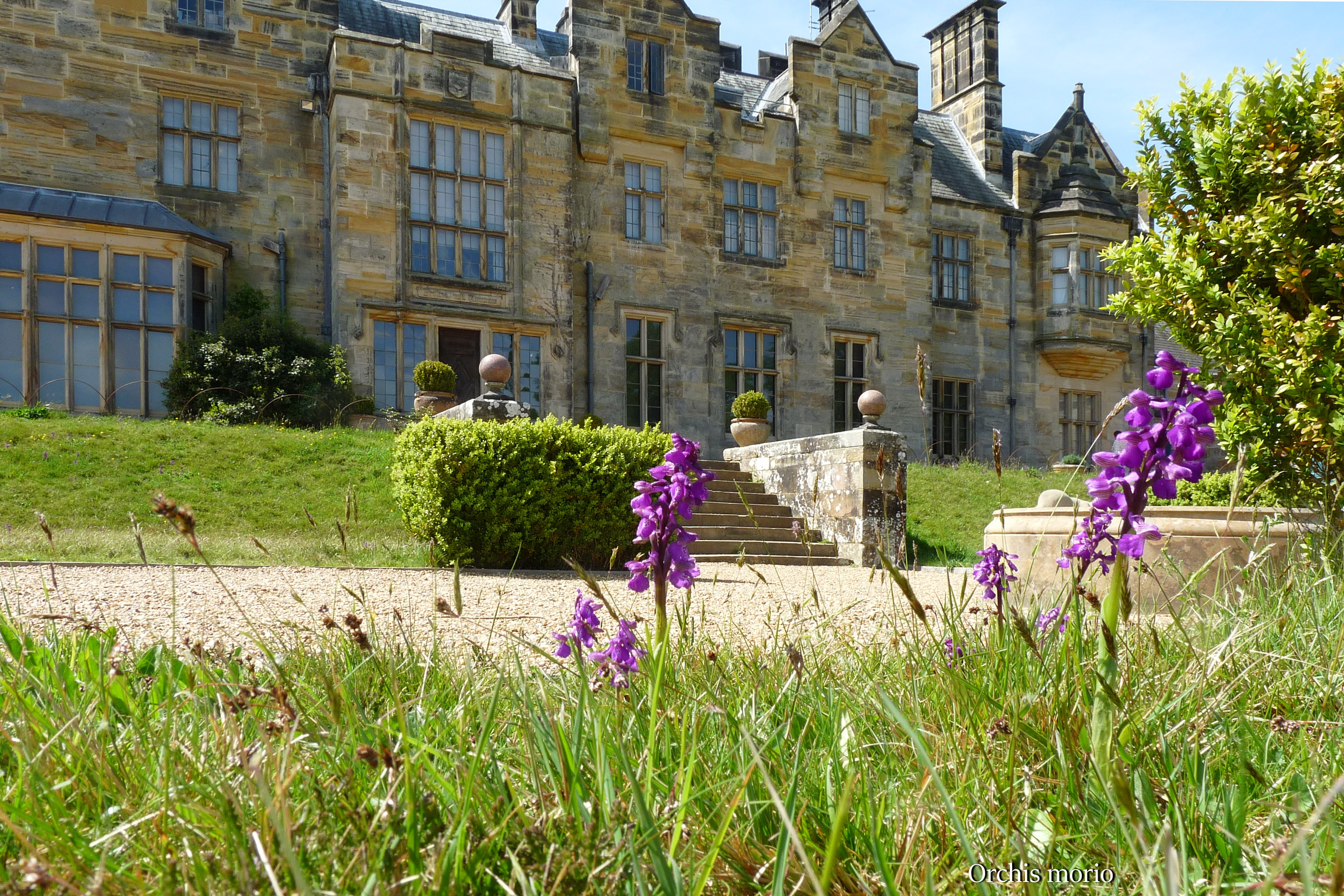
Grünflügeliges Knabenkraut, eine Orchideenart, im Rasen vor dem neuen Herrenhaus.

Im Sommer bieten die alten englischen Rosen, die an den Mauern des Alten Schlosses emporklettern, gemeinsam mit den umliegenden Staudenbeete eine malerische Kulisse. Die Rasenterrassen rund um das Haus sind bewusst lang belassen, um die seltenen grünflügeligen Orchideen, die dort im Frühling blühen, zu schützen und zu fördern. Diese Orchideen waren bereits im Verschwinden, aber dank dieses Pflegeplanes gedeihen sie heute auf diesen Rasenflächen zusammen mit vielen anderen Wildblumenarten wieder sehr zahlreich.
Im Landschaftspark gibt es auch Riesenmammutbäume, einen Steinbruchgarten, ein mit Heidekraut gedecktes Eishaus, das viktorianische Bootshaus am Wassergraben, viele Hektar große naturnahe Wiesenflächen,  sowie einen Bach, der der den Burggraben speist.
Ein rund einen Hektar großer, ummauerter Garten wurde um 1840 erbaut, um den Hussey-Haushalt mit frischem Obst und Gemüse zu versorgen. Hier wachsen als Spalierobst Sorten von Aprikosen, Pfirsichen, Kirschen, Pflaumen, Äpfeln, Quitten und Birnen. Weiter bemerkenswert ist hier auch ein riesiger alter Wildapfelbaum, der im Frühling mit weißen Blüten bedeckt ist.

## In Theater und Video
Auf dem Anwesen wurden auch Vorstellungen von Shakespeare-Stücken aufgezeichnet, insbesondere Ein Sommernachtstraum, wobei die Schauspieler hinter Büschen hervorkamen.
Old Scotney Castle diente als Kulisse für das Video zum Lied Some Fantastic Place der Gruppe Squeeze.